# خيثان (إب)

تعديل مصدري - تعديل

خيثان محلة تابعة لقرية المامج، التابعة لعزلة الحوج القبلي بمديرية إب إحدى مديريات محافظة إب في الجمهورية اليمنية.، بلغ تعداد سكانها 43 حسب تعداد اليمن لعام 2004.